# Alva Cape
Die Alva Cape war ein Öltanker unter britischer Flagge. Sie wurde 1953 von der Greenock Dockyard Company in Greenock für die Alva Steamship Company in London gebaut. Das Schiff war mit 11.252 Bruttoregistertonnen vermessen und 546 Fuß lang.

## Unfall
Beladen mit mehr als 130.000 Barrels Naphtha kollidierte das Schiff am 16. Juni 1966 im Kill Van Kull bei Staten Island mit dem leeren Tanker Texaco Massachusetts. Ein Schlepper setzte das dabei ausgelaufene Rohbenzin in Brand. Bei der folgenden Brandkatastrophe kamen 33 Menschen ums Leben. Beim Entladen dreizehn Tage nach der Havarie explodierte die Alva Cape, nachdem ca. 120.000 Barrels der Ladung gelöscht werden konnten. Dabei wurden weitere vier Menschen getötet. Der Tanker wurde daraufhin von der US-Küstenwache am 3. Juli 1966 auf offener See südöstlich von New York durch Granatenbeschuss versenkt.
Mit insgesamt 37 Todesopfern und 71 Verletzten ist es das schwerste Tankerunglück, das sich je im Hafen von New York ereignete.